# Suore francescane missionarie per l'Africa
Le Suore Francescane Missionarie per l'Africa (in inglese Franciscan Missionary Sisters for Africa) sono un istituto religioso femminile di diritto pontificio: le suore di questa congregazione pospongono al loro nome la sigla F.M.S.A.

## Storia
Le origini della congregazione risalgono alla missione delle Suore Francescane di Mill Hill fondata nel 1902 in Uganda da Mary Kevin Kearney, che nel 1937 fu eletta superiora provinciale per l'Africa.
Per indulto della Santa Sede, il 9 giugno 1952 la provincia d'Africa si staccò dalla congregazione di Mill Hill e fu costituita in istituto autonomo, aggregato all'Ordine dei Frati Minori Cappuccini dal 16 febbraio 1951.
Il noviziato fu aperto nel 1953 a Boston, ma fu poi trasferito presso la casa-madre, fissata a Mount Oliver, presso Dundalk.

## Attività e diffusione
Le suore si dedicano all'apostolato missionario in Africa e alla direzione di scuole e cliniche.
Sono presenti in Irlanda, nel Regno Unito e in alcuni paesi africani (Kenya, Sudafrica, Sudan, Uganda, Zambia, Zimbabwe); la sede generalizia è a Dublino.
Alla fine del 2008 la congregazione contava 120 religiose in 16 case.